# Bosnien BA99

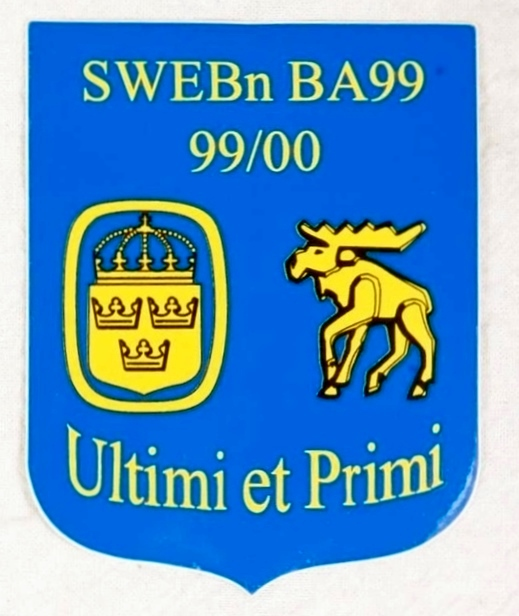
Vapensköld för BA 99

BA99 var den sista Svenska Bosnienbataljonen som verkade i Bosnien september till december 1999.

## Historia
BA99 var den sista Svenska Bosnienbataljonen.. BA99 verkade i Bosnien under tiden september till december 1999. Med devisen "Ultimi et Primi" och namnet BA99 som bröt en lång tradition av i följd numrerade bataljoner ville förbandet visa att de var den sista svenska Bosnienbataljonen och samtidigt den första bataljonen in på 2000-talet. BA99 skulle egentligen ha varit BA13, men Sveriges insats i Kosovo gjorde att denna bataljon blev grunden till Sveriges engagemang i Kosovo. I BA12 förlängde en stor del av soldaterna sina kontrakt till BA99, medan större delen av staben från BA13 blev stab i BA99. BA99 övergick i förminskad form till ReDF (re-deployment force) i samband med att större delen av BA99 roterade hem i december 1999. Förbandet var grupperat på Camp Oden utanför Tuzla medan patrullbasen Sierra Base var verksam fram till omkring 1 december då patrullbasen lades ner och såldes till Gracanica kommun. Reläpunkterna i området avvecklades och såldes tillbaka till Doboj kommun. Uppsättande förband för BA99 var Fältjägarbrigaden (NB 5)
Under BA99 tid i insatsområdet omkom en soldat till följd av en olycka.

## Förbandsdelar
- Bataljonsstab (VN) Victor November
- HQ-Log kompani (XN) X-ray November
- Pansarskyttekompani (TN) Tango November
- Bataljonschef: Övlt Lennart Fredman
- Stabschef: Övlt Börje Tyvik
- HQ-Log kompanichef: Mj B. Åkerlund

-Repplutonchef: Kn. H. Gestsson
- Pansarskyttekompanichef: Mj M. Olsson